# Rothschildia augias
Rothschildia augias är en fjärilsart som beskrevs av Girad. 1874. Rothschildia augias ingår i släktet Rothschildia och familjen påfågelsspinnare. Inga underarter finns listade.